# Brasilândia de Minas
Brasilândia de Minas is een gemeente in de Braziliaanse deelstaat Minas Gerais. De gemeente telt 13.593 inwoners (schatting 2009).

## Aangrenzende gemeenten
De gemeente grenst aan Bonfinópolis de Minas, Buritizeiro, Dom Bosco, João Pinheiro en Santa Fé de Minas.